# 大泉学園ゆめりあホール
大泉学園ゆめりあホール（おおいずみがくえんゆめりあホール、Oizumi Gakuen Yumeria Hall）は、東京都練馬区に所在する多目的ホール。西武池袋線大泉学園駅前の再開発ビル「大泉学園ゆめりあ」の中にあり、駅北口の「大泉学園ゆめりあ1」にホールがある。
「ゆめりあ1」にはギャラリーなどの施設もある。「ゆめりあ1」の2 - 4階、8 - 10階はオフィス棟となっており、5階・6階にホール、7階にギャラリーがある。
駅南口の「大泉学園ゆめりあ2」は、商業棟「ゆめりあフェンテ (Yumeria Fuente) 」と、住宅棟のUR団地「大泉学園ゆめりあタワー」で構成される。大泉学園駅と「ゆめりあ1」「ゆめりあ2」は、2階のペデストリアンデッキで接続されている。

## ホール概要
- 所在地 - 東京都練馬区東大泉1丁目29-1
- 開館日 - 2002年2月1日
- ホール客席数 - 176席（固定席170席・車椅子用スペース6席）
- ステージ幅 - 幅9.4m、奥行6.8m、天井高6～8m、舞台高0.6m
- ギャラリー展示スペース - 135m2
- 他設備 - 主催者控室、第1・第2楽屋
- 管理・運営 - 練馬区文化振興協会